# 게임 플랜
《게임 플랜》(영어: The Game Plan)은 미국에서 제작된 앤디 피크먼 감독의 2007년 가족 스포츠 코미디 영화이다. 드웨인 존슨 등이 출연하였고, 마크 차디 등이 제작에 참여하였다.

## 출연진
- 드웨인 “더 록” 존슨
- 매디슨 페티스
- 로즐린 샌체즈
- 키라 세지윅
- 모리스 체스트넛
- 페이지 터코
- 헤이스 맥아더
- 브라이언 화이트
- 저말 더프
- 로런 스톰
- 고든 클랩
- 케이트 노타
- 로버트 토티
- 폴 피어스

## 기타 제작진
- 배역: 실라 재피
- 미술: 데이비드 J. 봄바
- 의상: 제너비브 티럴
- 음악 감독: 제니퍼 호크스
- 시각 효과: 대니 김